# RTL2 (Frankrijk)
RTL2 is een Franse commerciële, nationale radiozender. De zender werd gecreëerd in januari 1992 en behoort tot de RTL Group, naast RTL en Fun Radio.
Van 1992 tot 1994 heette de zender M40, en in 1995 heette het RTL1. Vanwege een klacht van een andere Franse radiozender, Europe 1, werd de naam veranderd in RTL2.
RTL2 draait meestal non-stop rock en popmuziek uit de jaren '80, '90, '00, '10, en vandaag de dag, onderbroken door reclame. Artiesten en bands die veel airplay krijgen op RTL2 zijn o.a. The Police, Michael Jackson, U2, Queen, Nirvana, Lenny Kravitz, The Cure, Bastille, Jean-Jacques Goldman, Muse, Sting, Maroon 5, Dire Straits, Alanis Morissette, Indochine, Depeche Mode, Oasis, Imagine Dragons, Téléphone en Coldplay. De zender is te vergelijken met Radio Veronica in Nederland.
Publieke zenders
Commerciële zenders
Radiostations die volgens de Conseil Supérieur de l'Audiovisuel in Categorie D of E worden ingedeeld